# Museo Copto

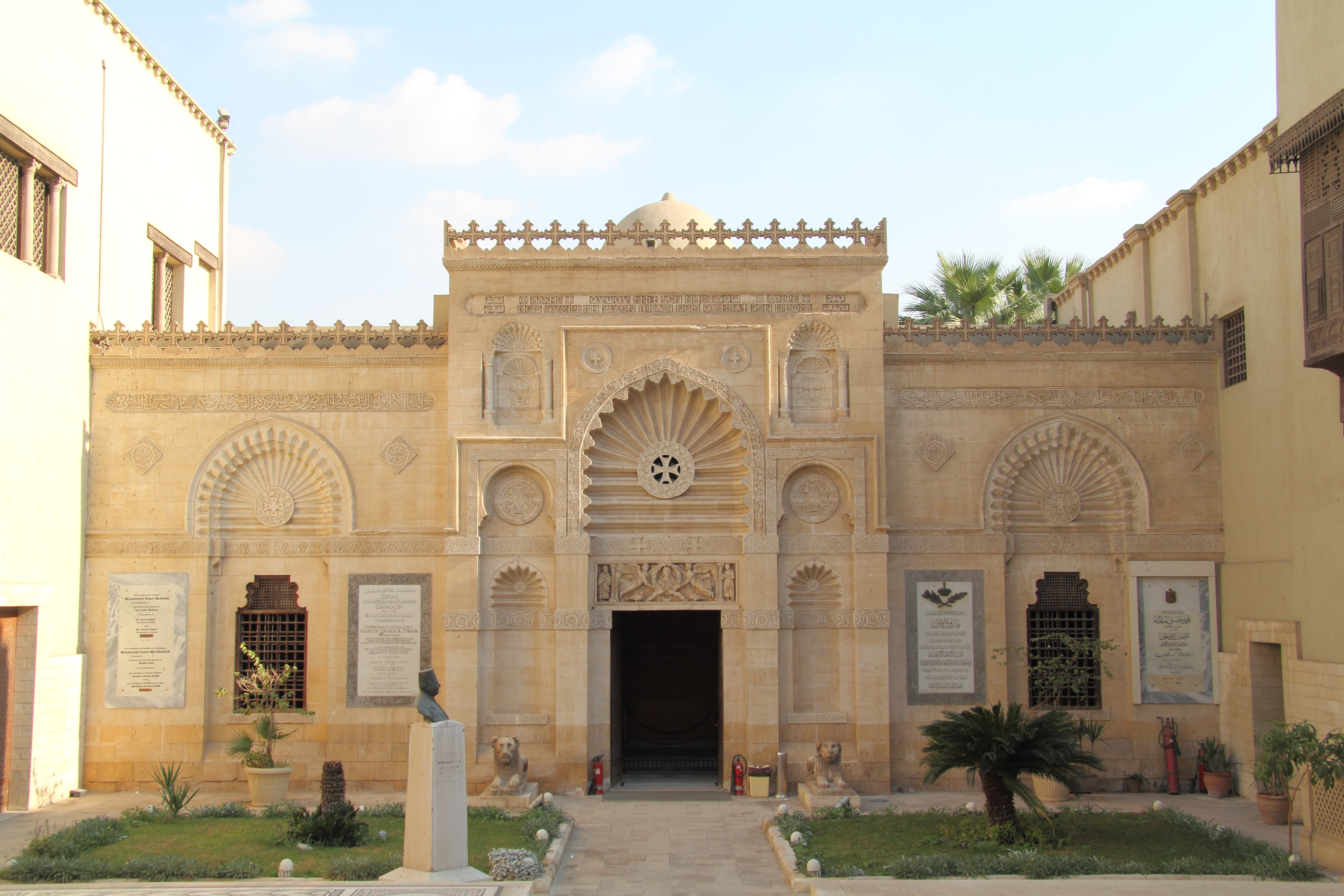
Fachada del Museo Copto

El Museo Copto es un museo dedicado al arte copto de entre los años 300 y 1000 de nuestra era. Se encuentra en la ciudad de El Cairo en Egipto.
El museo fue fundado en 1910 y contiene diferentes piezas de arquitectura, objetos de marfil, iconos y papiros todos ellos de factura cóptica. Se encuentran en el museo los célebres Manuscritos de Nag Hammadi.
A raíz de la pandemia por COVID-19, este museo, junto con otros museos y yacimientos de Egipto, a iniciativa del Ministerio de Antigüedades y Turismo, crearon una visita virtual por sus instalaciones y piezas.